# Who See
Who See, també conegut com a Who See Klapa, és un duo de hip-hop montenegrí procedent de les Boques de Kotor. Els seus membres són Dedduh (Deixen Dedovic), de Kotor, i Noyz (Mario Djordjevic), d'Herceg Novi. El 2012 van rebre el Premi d'MTV Europa al Millor Artista Adriàtic. El desembre de 2012, Ràdio i Televizija CRnE Gore (RTGC) va anunciar que el duo representaria a Montenegro en el Festival de la Cançó d'Eurovisió 2013 que se celebrava a Malmö, Suècia.

## Discografia

### Àlbums
- Sviranje kupcu (2006)
- KRS i drača (2012)

### Singles
De l'àlbum Sviranje kupcu:
- "S kintom Tanki" (Amb poca pasta) (2007)
- "Pješke polako" (Caminant a poc a poc) (2007)
- "Put pasat" (Creuar la carretera) (2008)

De l'àlbum KRS i Drača:
- "Kad es sjetim" (Quan recordo) (2009)
- "Rođen srećan" (Nascut amb sort) - juntament amb Wikluh Sky, Rhino i Labia (2010)

Del recopilatori de rap Balkan Zoo:
- "Koji sam ja meni kralj" (Quin tipus de rei sóc per a mi)